# عنبران
شهر عَنبَران یا در زبان محلی آمبان یکی از شهرهای شهرستان نمین با نام شهر ملی گلیم واقع در استان اردبیل می‌باشد. مردم این شهر اهل سنت شافعی هستند و به زبان تالشی سخن می‌گویند.
محلات این شهر تشکیل شده‌است از سه روستای سابق عنبران بالا، عنبران پائین و امین جان یا به زبان محلی (امجون).
عنبران بالا در گذشته پناهگاهی بوده برای چله‌نشینی درویشان و صوفیه.
و محمد سعید نقشبندی و پدر ایشان علی افندی که خلیفه عثمان سراج الدین اول بوده است در آنجا بربالای کوهی مدفون اند در محل امروزی عنبران پایین، زمین‌های کشاورزی و مراتع و چراگاه قرار داشته‌است که با گذشت زمان و کوچ عده‌ای از مردم عنبران بالا و روستاهای پیرامون به این منطقه روستای عنبران پایین شکل گرفته‌است. عنبران دارای باغات سرسبز و چشمه‌های آب فراوان است.
پیکره سنگی بابا داوود در شهر عنبران واقع شده‌است. ارتفاع این پیکره بی نظیرحدود ۲۰ متر می‌باشد. این پیکره به شکل انسانی که به روبرو نظاره گراست تشکیل شده‌است.
این پیکره شبیه مجسمه ابوالهول در مصر می‌باشد. هرساله عده زیادی از گردشگران جهت دیدن این پیکره به شهر عنبران مسافرت می‌نمایند.
محصولات زراعی دارای تنوع زیادی می‌باشد ولیکن مهمترین آن‌ها عبارتند از: زردآلو ، گردو ، سیب ، گندم، عدس ، نخود.
در عنبران گلیم بافی رونق فراوانی دارد تا جایی که گلیم بافان عنبرانی در کشور شناخته شده هستند. 
از سوغاتی‌های مهم عنبران می‌توان به فطیر مخصوص عنبران (زِرِن) و گلیم اشاره کرد.
فطیر زرن مشابه فطیری است که در بخش شاهرود خلخال به نام زرین معروف است. این فطیر معمولاً گرد است و به نازکی حدود یک سانت و نیم و چون رویه آن با مخلوط تخم مرغ و آب زرد، می‌شود، لذا به زرین یا زرن یعنی طلایی رنگ معروف است.

## ثبت ملی گلیم عنبران در کشور
در ۱۵ دی ماه ۱۳۹۹  شهر عنبران به عنوان شهر ملی گلیم و شهر اصلاندوز به عنوان شهر ملی ورنی (گلیم) در سطح کشور معرفی گردید.

## تجارت اصلی عنبران در کشور
تجارت اصلی این شهر تولید و فروش گلیم عنبران است. [اردشیر]